# Municipio de Round Grove (Indiana)
El municipio de Round Grove (en inglés: Round Grove Township) es un municipio ubicado en el condado de White en el estado estadounidense de Indiana. En el año 2010 tenía una población de 259 habitantes y una densidad poblacional de 2,82 personas por km².

## Geografía
El municipio de Round Grove se encuentra ubicado en las coordenadas 40°36′6″N 87°2′10″O / 40.60167, -87.03611. Según la Oficina del Censo de los Estados Unidos, el municipio tiene una superficie total de 91.98 km², de la cual 91,89 km² corresponden a tierra firme y (0,09 %) 0,09 km² es agua.

## Demografía
Según el censo de 2010, había 259 personas residiendo en el municipio de Round Grove. La densidad de población era de 2,82 hab./km². De los 259 habitantes, el municipio de Round Grove estaba compuesto por el 98,84 % blancos, el 0,39 % eran asiáticos y el 0,77 % eran de una mezcla de razas. Del total de la población el 0,39 % eran hispanos o latinos de cualquier raza.